# Proton Inspira

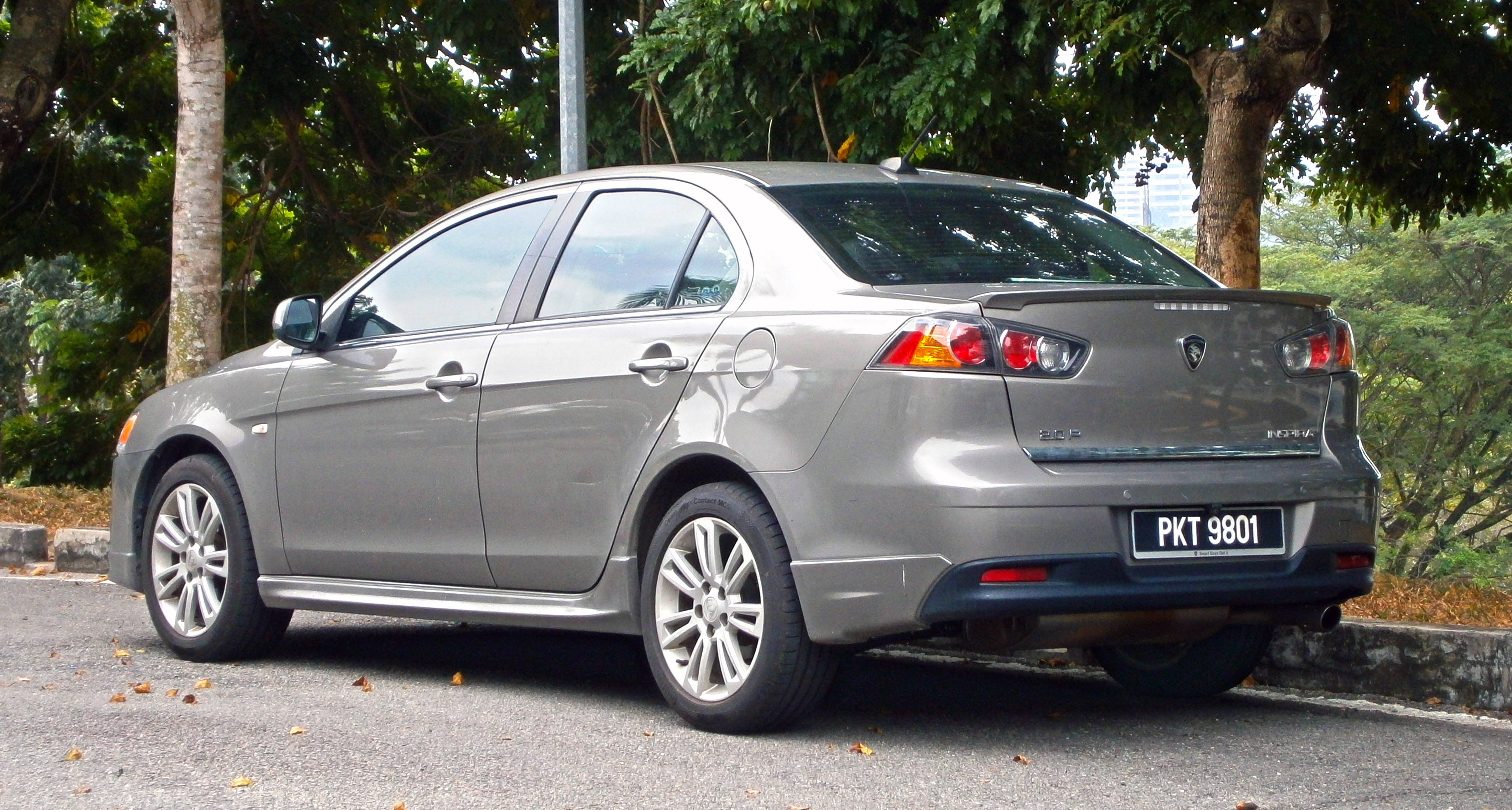
Heckansicht

Der Proton Inspira ist eine von 2010 bis 2015 gebaute Limousine des malaiischen Automobilherstellers Proton. Der Inspira war der Nachfolger des Proton Waja. Das Fahrzeug war baugleich mit der achten Generation des Mitsubishi Lancer, wurde im Gegensatz zu diesem jedoch nur in Malaysia verkauft und lag preislich unter dem des Lancer.
Die Limousine wurde von einem 1,8- oder 2,0-Liter-Vierzylinder-Ottomotor angetrieben. Während der kleinere Motor mit einem Schaltgetriebe erhältlich war, wurde der größere mit einem stufenlosen Getriebe verkauft.

## Technische Daten
|                                             | 1.8                    | 2.0                    |
| Bauzeitraum                                 | 2010–2015              | 2010–2015              |
| Motorkenndaten                              |                        |                        |
| Motortyp                                    | R4-Ottomotor           | R4-Ottomotor           |
| Hubraum                                     | 1798 cm³               | 1998 cm³               |
| max. Leistung bei min−1                     | 103 kW (140 PS) / 6000 | 110 kW (150 PS) / 6000 |
| max. Drehmoment bei min−1                   | 177 Nm / 4250          | 197 Nm / 4250          |
| Kraftübertragung                            |                        |                        |
| Antrieb                                     | Vorderradantrieb       | Vorderradantrieb       |
| Getriebe, serienmäßig                       | Schaltgetriebe         | Stufenloses Getriebe   |
| Messwerte                                   |                        |                        |
| Höchstgeschwindigkeit                       | 202 km/h               | 198 km/h               |
| Beschleunigung, 0–100 km/h                  | 10,0 s                 | 10,5 s                 |
| Kraftstoffverbrauch auf 100 km (kombiniert) | 6,3 l Super            | 6,8 l Super            |
| Tankinhalt                                  | 59 l                   | 59 l                   |